# Соматологія
Соматологія (від гр. σῶματος — тіло та λόγος — вчення) — техніка обрахунку тіла людини, для проведення антропологічних досліджень. Розділ фізичної антропології, який використовує дані соматометрії називається соматологія.
У 1779 році Вільгельм Трауготт Круг відрізнив антропологічну соматологію як загальне знання людського тіла від медичної соматології як детального знання частин і функцій тіла з метою терапії та профілактики як основи медичних наук. Він відносить соматологію як таку до «раціональних наук».